# Henri Duveyrier

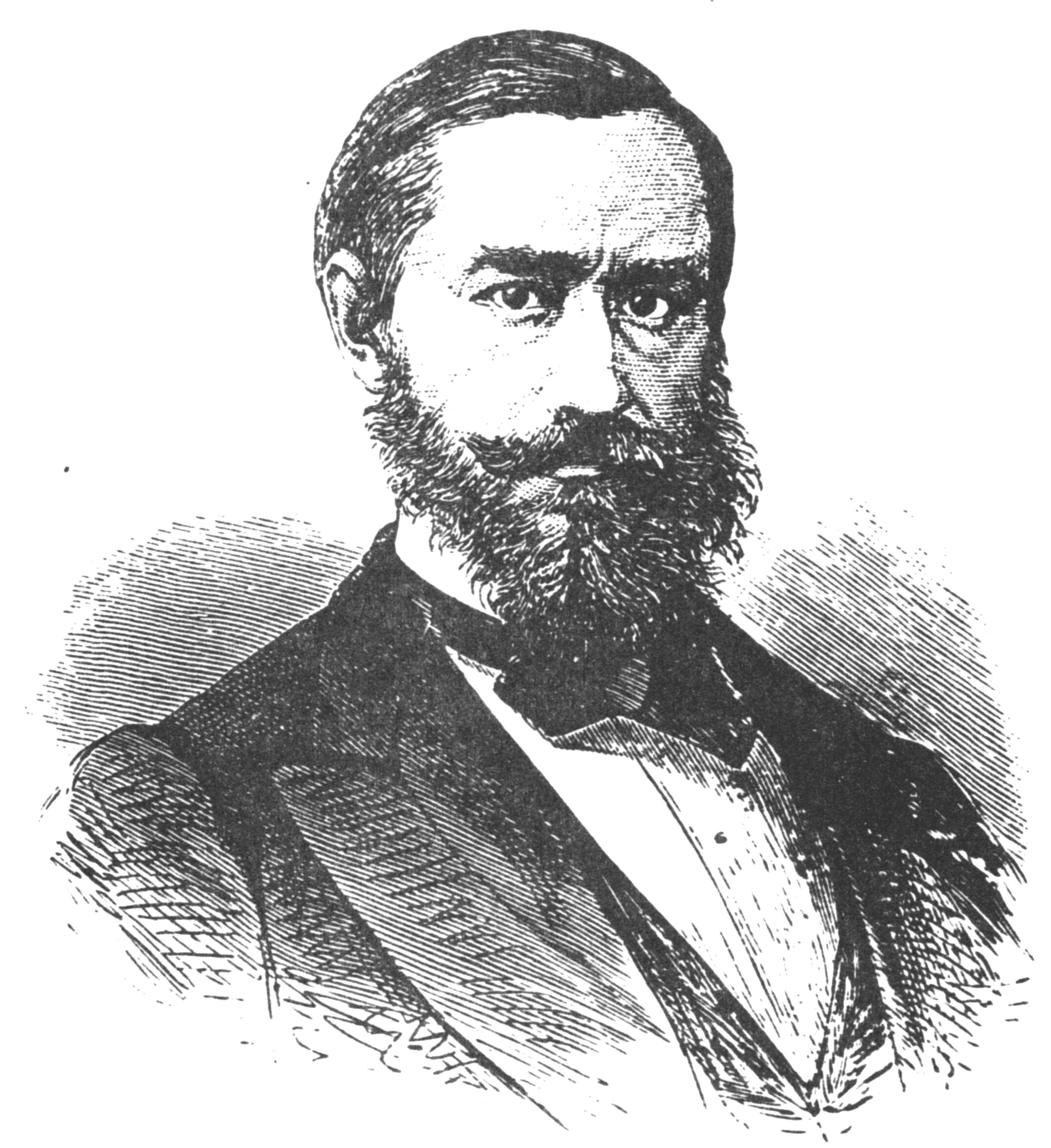
Henri Duveyrier (um 1890)

Henri Duveyrier (* 28. Februar 1840 in Paris; † 25. April 1892 in Sèvres) war ein französischer Afrikareisender.

## Jugend
Henri Duveyrier war der Sohn des Dramatikers Charles Duveyrier (1803–1866), der mit Eugène Scribe zusammenarbeitete und das Libretto für Giuseppe Verdis Oper Die Sizilianische Vesper (1855) schrieb. Seine Mutter war eine gebürtige Engländerin aus Bath. Henri wuchs somit zweisprachig auf und entwickelte auch ein ausgesprochenes Talent für Fremdsprachen. Er erhielt seine Erziehung zum Teil in Deutschland, zuerst auf einem Internat und dann an der Handelsschule in Leipzig. Nach dem Wunsch des Vaters sollte er einen Beruf im Wirtschaftswesen ergreifen, doch zeigte der junge Mann großes Interesse an Übersee, speziell an Asien und Nordafrika. So nahm er neben seinen betriebswirtschaftlichen Studien in Leipzig auch Privatunterricht in Arabisch bei dem seinerzeit international angesehenen Orientalisten Heinrich Leberecht Fleischer.

## Die Sahara-Expeditionen (1857–1862)
Freunde des Vaters, der sich zu den politischen Theorien des Sozialreformers Henri de Saint-Simon bekannte, lenkten Henris Interesse auf das Hinterland der französischen Kolonie Algerien. Nach einer ersten Reise zum Rand der Sahara beschloss Duveyrier eine Expedition zu den nördlichen Tuareg, die von allen bisherigen Reisenden als freundlich geschildert worden waren. Er nahm Kontakt mit dem damals in London lebenden deutschen Afrikaforscher Heinrich Barth auf, um sich von ihm unterweisen zu lassen. Nach anfänglichem Zögern stimmte Barth zu und stattete Duveyrier auch mit Empfehlungsschreiben an die Führer der Tuareg aus, die er persönlich kannte.
Ab 1859 unternahm Duveyrier mehrere Reisen in die Sahara, wobei er nach Algerien, Tunis und Fessan kam. An Barths Forschungen bei den nördlichen Tuareg anknüpfend, sammelte er trotz seines jugendlichen Alters eine große Menge an ethnographischen und historischen Daten zusammen und schloss Freundschaft mit den Anführern der Tuareg (Kel Ajjer) im Tassili n'Ajjer (Südlibyen), namentlich mit ihrem politischen Oberhaupt Ikhenukhen und dem religiösen Führer Sidi Uthman, die beide lange Zeit als Freunde der Europäer galten. Ein weiteres Vordringen in das Ahaggar-Gebirge und zu den dort lebenden Tuareg scheiterte an der geschwächten Gesundheit des jungen Forschers, der nach seiner Rückkehr nach Algier am Gehirnfieber erkrankte und beinahe verstarb.

## Das Tuareg-Werk

Tuaregkrieger in naiv romantisierender Sicht als Nachfahre eines Kreuzritters, aus dem 1. Bd. von Heinrich Barths Reisewerk

Nach seiner Genesung legte Duveyrier seine Beobachtungen in dem umfangreichen Werk Exploration du Sahara (Bd. 1: Les Touaregs du Nord, Paris 1864) nieder, das als Muster eines Reisewerks gilt, und wofür ihm die goldene Medaille der Pariser Geographischen Gesellschaft zuteilwurde. Inwiefern der gedruckte Text von dem saint-simonistischen Abgeordneten, Kolonialenthusiasten und Förderer Duveyriers, Dr. Warnier, überarbeitet worden war, ist heute nicht mehr feststellbar.
Das ursprünglich auf zwei Bände konzipierte Werk war in erster Linie als Informationsquelle für Wissenschaftler und nicht – wie etwa die Reiseberichte von David Livingstone oder Richard Francis Burton – als spannender Lesestoff für die breite Masse gedacht. Es schilderte nicht die Erlebnisse des Forschers, sondern – noch über das Vorbild Heinrich Barth hinausgehend – in drei großen Abteilungen das Land, die Natur und vor allem die Menschen des Tassili n'Adjer, die Tuareg. Bis zum frühen 20. Jahrhundert, als das Land dieser Nomaden unter die französische Kolonialherrschaft geriet, stellte Les Touaregs du Nord – zusammen mit Barths Exkursen in seinem fünfbändigen Reisewerk – die einzige wissenschaftlich brauchbare Beschreibung der Tuareg und ihrer Kultur dar.
Für das Bulletin der Geographischen Gesellschaft lieferte er häufig Beiträge, schrieb auch zahlreiche Artikel für die Annales des voyageurs und die Revue algérienne et coloniale. Weiterhin arbeitete er zusammen mit seinem Vater an einer Enzyklopädie, die das Wissen der Zeit im Sinne des Lehre von Saint-Simon zusammenfassen sollte. Auch Heinrich Barth konnte als Experte für afrikanische Themen gewonnen werden, verstarb aber bereits 1865. Der Tod von Charles Duveyrier bedeutete auch das Ende des ehrgeizigen Projekts.

## Duveyrier und die koloniale Expansion Frankreichs in Nordafrika
Der Deutsch-Französische Krieg von 1870 brachte ihn als Gefangenen nach Neiße, doch wurde er dank seiner persönlichen Beziehungen zu den führenden deutschen Afrikaexperten und Geografen rasch wieder auf freien Fuß gesetzt. Danach übernahm er 1878 mit Maunoir die Herausgabe der von Vivien de Saint-Martin begründeten geographischen Revue L'année géographique und wurde Mitarbeiter an dessen Dictionnaire de géographie universelle.
Angesichts seiner hervorragenden ethnographischen und geographischen Kenntnisse wurde der Forscher in den 1870er Jahren interessant für die Kolonialbewegung in Frankreich. Das völlig unrealistische Projekt des Chemin de Fer Transsaharien, einer Eisenbahnlinie von Tunis zum Tschadsee und von dort über Timbuktu zum Senegal, wurde offen diskutiert und von staatlicher Seite und durch Wirtschaftskreise, vor allem der einflussreichen Handelskammer in Marseille, gefördert. Duveyrier wurde als Gutachter verpflichtet, da die Eisenbahn das Gebiet der nördlichen Tuareg durchschneiden sollte, doch zeigen die Akten der vom Verkehrsministerium eingesetzten Kommission, dass sein Einfluss auf die Entscheidungsfindung gering war.
Als eine Expedition unter dem Kommando des Colonel Flatters, die eine geeignete Streckenführung erkunden sollte, im Frühjahr 1881 von den Tuareg des Ahaggar-Gebirges niedergemacht wurde, schob man Duveyrier die Schuld hierfür zu. Ihm wurde vorgeworfen, er habe in seinem Reisewerk ein viel zu positives Bild der Wüstennomaden gezeichnet, obwohl dies nicht den Tatsachen entsprach. Weiterhin habe er durch seine Stellungnahme die Entsendung einer genügend großen Armeekolonne zum Schutz der Expedition Flatters verhindert und deswegen deren Untergang persönlich zu verantworten. Die eigentliche Schuld für die Katastrophe lag bei den politischen Stellen um den einflussreichen Verkehrsminister und zeitweiligen Ministerpräsidenten Charles de Freycinet. Dieser hatte das unrealistische Projekt der Transsaharabahn zur Frage der nationalen Ehre hochstilisiert und in den Sitzungen der Kommission lediglich die Befürworter zu Wort kommen lassen, ohne Duveyriers kritische Anmerkungen zur Kenntnis zu nehmen. Nach dem Massaker an den Teilnehmern der Expedition benötigte Freycinet einen geeigneten Sündenbock, den er und sein Umfeld in dem wenig durchsetzungsfähigen Duveyrier fanden.
In den Jahren nach dem Einsetzen der neuerlichen französischen Expansion in Nordafrika verfasste er mehrere kolonialpolitische Schriften, so etwa La Tunisie (1881) sowie eine polemische Abhandlung über die islamische Sanussiya-Bewegung, der er die Verantwortung für alle fremdenfeindlichen Übergriffe in der Sahara zuschieben wollte. Die Streitschrift passte einerseits gut in das geistige Klima der 1880er Jahre, die von einer europaweiten Angst vor einem aggressiven Islam geprägt war, zum anderen glaubte sich Henri Duveyrier dadurch rehabilitieren und weitere Kritik wegen des Untergangs der Expedition Flatters von sich abwenden zu können.
In seinen letzten Lebensjahren wandte er sich verstärkt Marokko zu. Im Jahre 1885 begleitete er eine diplomatische Mission an den Hof des Sultans. Auch der Forschungsreisende und Einsiedler Charles de Foucauld, der 1883–1884 als Jude verkleidet das für Christen verbotene Hinterland der marokkanischen Küste erforschte, erfreute sich der Förderung durch Duveyrier. Das Reisewerk de Foucaulds, Reconnaissance au Maroc (1888) wurde von Duveyrier redigiert und erhielt die Goldene Medaille der Geographischen Gesellschaft.
Angesichts der privaten und beruflichen Probleme, vor allem wegen der gegen ihn geführten Kampagne wegen der gescheiterten Transsaharaeisenbahn, beging Duveyrier 1892 Selbstmord.
Duveyrier war der letzte Vertreter der klassischen Afrikaforschung, deren Augenmerk auf die Kultur der afrikanischen Völker gerichtet war und nicht auf die möglichen Vorteile aus den Ergebnissen der Forschung für eine koloniale Expansion im Zeitalter des Imperialismus. In dieser Hinsicht ist Duveyrier in der Nachfolge von Heinrich Barth zu sehen, der bis zu seinem Tod im Jahr 1865 Duveyriers Freund und Förderer blieb. Duveyrier geriet ab 1875 in den Strudel der kolonialpolitischen Begeisterung in Frankreich, ließ sich für diese Ziele einspannen, wohl auch in der Hoffnung auf eine gesicherte berufliche Stellung, und scheiterte daran, sowohl beruflich als auch persönlich.
Henri Duveyrier war Ehrenmitglied des Thüringisch-Sächsischen Vereins für Erdkunde.

## Werke
- Notizen über vier berberische Völkerschaften. In: Zeitschrift der Deutschen Morgenländischen Gesellschaft, Band 12. 1858. S. 176–186 (Digitalisat)
- Exploration du Sahara: Les Touaregs du Nord. Paris 1864.
- Sahara algérien et tunisien. Journal de voyage. Hg. v. C. Maunoir u. H. Schirmer. Algier 1905.
- Journal d'un voyage dans la province d'Alger. Paris, Éditions des Saints Calus, 2006.